# Raymond II de Tripoli
Pour les articles homonymes, voir Raymond II.
Raymond II de Tripoli (v. 1120 - 1152) est un comte de Tripoli de 1137 à 1152 et fils de Pons, comte de Tripoli, et de Cécile de France.

## Biographie
En 1137, l’atabeg Zengi envahit la principauté d’Antioche, puis le comté de Tripoli. Le comte Pons lui livre bataille à Mont-Pèlerin, mais est capturé et exécuté. Les Seldjoukides prennent ensuite la direction de Jérusalem où le roi Foulque rassemble ses troupes. Raymond II les poursuit et les surprend alors qu’ils assiègent Montferrand, mais Raymond est vaincu et emprisonné. Il est libéré quelques mois plus tard, en août 1137, dans le cadre d'un traité entre Zengi et le roi : Foulque doit rendre Montferrand où il s'était réfugié, Zengi s'engage en échange à libérer Raymond et les autres prisonniers.

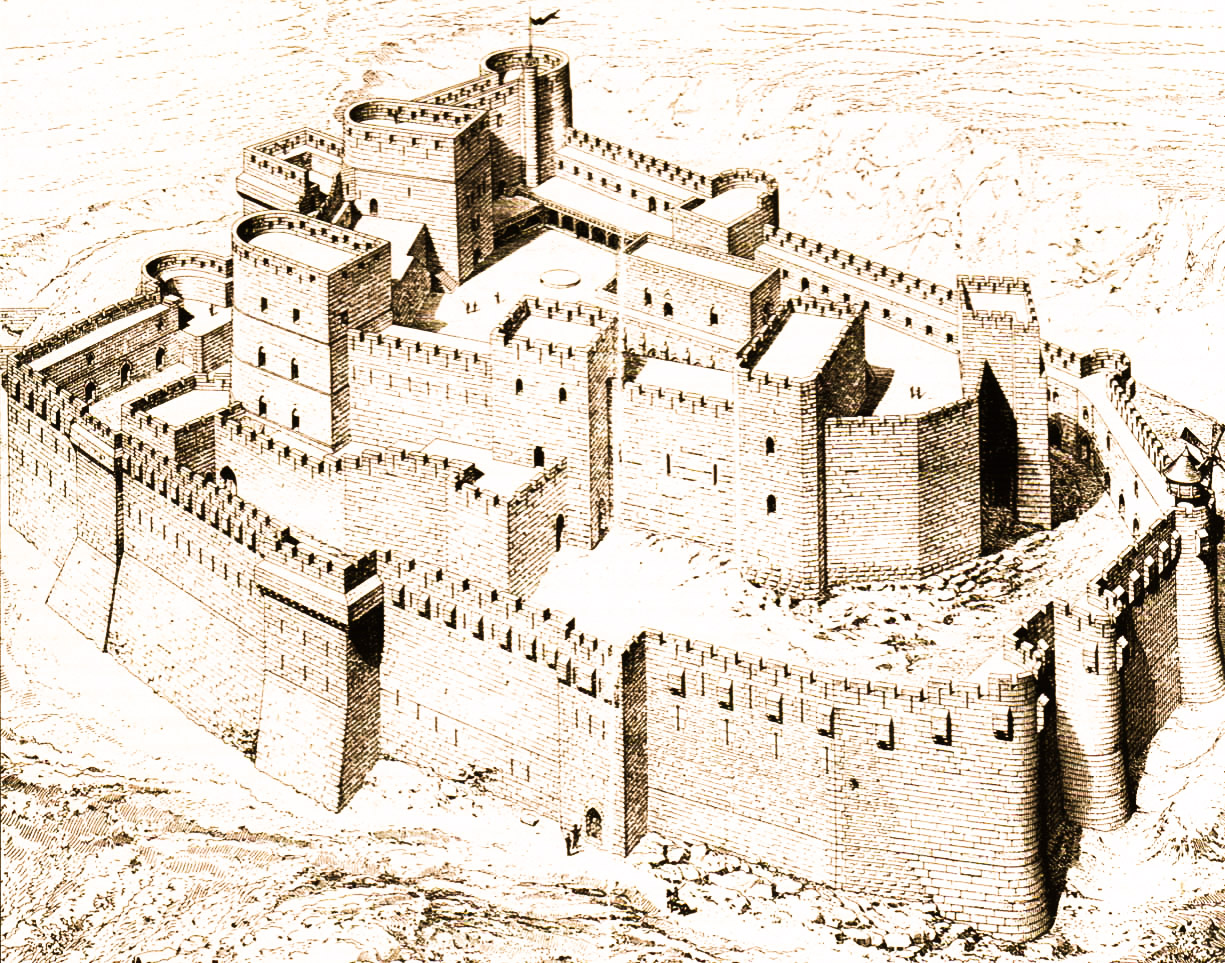
Vue d'artiste du krak des chevaliers.

L’émir de Damas, inquiet de la puissance montante de Zengi s’allie au royaume de Jérusalem et les deux armées le défont et le repoussent : ils prennent la ville de Banias en 1140, que Mu'in al-Din Unur cède au royaume de Jérusalem comme preuve de bonne foi dans leur alliance. Les croisés ont ensuite renforcé la défense de cette position stratégique et y resteront jusqu'en 1164. Pour éviter qu’une nouvelle invasion turque ne prenne le comté au dépourvu, il confie le krak des Chevaliers aux Hospitaliers. Ceux-ci conservent le krak pendant cent trente ans, jusqu’à sa prise par les Mamelouks en 1271.
La défaite n’a pas anéanti les forces de Zengi, qui prend Édesse en 1144. Il est assassiné en 1146, et son fils Nur ad-Din lui succède, et achève la conquête du comté d’Édesse et d’une partie de la principauté d’Antioche. L’annonce de la prise d’Édesse suscite une seconde croisade, mais les croisés commettent de nombreuses erreurs, d’abord en traversant l’Anatolie, où les Turcs déciment l’armée, puis en attaquant Damas, le seul allié musulman des Francs. Parmi les croisés, se trouve Alphonse Jourdain, comte de Toulouse et grand-oncle de Raymond II, qui, semble-t-il, revendique le comté de Tripoli pour lui, et meurt empoisonné peu après. Accusé du meurtre, Raymond refuse de se joindre à la croisade.
Son épouse Hodierne de Jérusalem le trompe si ouvertement qu'il songe à la répudier. Baudouin II parvient à éviter le scandale, mais sa fille Mélisende est soupçonnée d'illégitimité. Ils restent mariés, mais la mésentente règne dans le couple, Hodierne ne voulant pas changer ses habitudes.
Raymond II est assassiné en avril 1152 par deux Assassins, probablement à l'instigation de son épouse.

## Mariage et enfants
Il épouse en 1131 Hodierne de Rethel (morte en 1152), fille de Baudouin II, roi de Jérusalem et de Morfia de Malatya, qui donne naissance à :
- Raymond III (v. 1140 - 1187), comte de Tripoli et prince de Galilée ;
- Mélisende, fiancée en 1159 à l’empereur Manuel Ier Comnène, qui rompt les fiançailles, ayant des doutes sur la légitimité de Mélisende.